# Methedras
Methedras ist eine italienische Death-, Groove- und Thrash-Metal-Band aus Monza, die 1996 gegründet wurde.

## Geschichte
Die Band wurde im Jahr 1996 in der Nähe Mailands gegründet, wobei sie anfangs noch zwei Gitarristen hatte. In den folgenden Jahren wurden verschiedene Demos veröffentlicht. Nach diesen Veröffentlichungen konzentrierte sich die Gruppe stärker auf das Spielen von Konzerten und trat dabei unter anderem zusammen mit Entombed, Tankard und Carnal Forge auf. 2004 erschien das Debütalbum Recursive. Daraufhin unterzeichnete die Gruppe einen Vertrag bei Hardebaran Management aus Belgien, der den Vertrieb und die Promotion in ganz Europa sicherte. 2006 schloss sich mit The Worst Within das zweite Album an. Es enthält unter anderem Live-Videos vom Auftritt auf dem Wacken Open Air sowie ein Making-of-Video. Material hiervon wurde im Voraus in der März-Ausgabe des italienischen Magazins Metal Maniac als CD-Beilage veröffentlicht. 2005 war die Gruppe auf dem slowenischen Metalcamp und 2006 sowie 2008 auf dem italienischen Evolution Festival zu sehen. 2008 ging es außerdem zusammen mit Dismember auf eine Tournee durch Großbritannien und Irland. Im selben Jahr wurden zudem mehrere Touren durch Italien abgehalten zusammen mit Hatesphere sowie Onslaught. Mitte des Jahres unterzeichnete die Gruppe einen Plattenvertrag bei Punishment 18 Records, worüber im Februar 2009 das Album Katarsis veröffentlicht wurde. Ein paar Monate später ging die Band auf eine Tournee mit Destruction durch den Osten Europas, die aus Auftritten in Österreich, der Slowakei, Rumänien, Bulgarien, Griechenland und Serbien bestand. Im Juni nahm die Gruppe am italienischen Hellbrigade Festival teil. Nach mehreren Besetzungswechseln wurden 2010 weitere Konzerte abgehalten: Als erstes zusammen mit Heathen in Mailand und dann nach dem Sommer mit The Haunted. Ende Oktober absolvierte die Band mit Dew-Scented mehrere Auftritte in Italien. Außerdem nahm die Band am Total Metal Festival teil. 2011 spielte die Gruppe auf weiteren italienischen Festivals wie dem Metal Valley Festival, dem Maximum Rock Festival und dem Rock Hard Festival. Außerdem war sie in Rumänien auf dem OST Mountain Festival zu sehen und als Vorband für Onslaught im Einsatz. Gegen Ende des Jahres spielte die Band zum 15-jährigen Bestehen ein Konzert in Bergamo, ihrer jetzigen Heimat, an dem auch Sadist und die befreundete Band Aneurysm teilnahmen. 2012 arbeitete die Band an neuen Liedern und trat mit Exodus in Bari und Rom auf und nahm am Bol ‘N’ Rock Festival in Sardinien und dem Total Metal Festival im Süden Italiens teil. Anfang 2014 wurde das Album System Subversion im Domination Studio in San Marino mit dem Produzenten Simone Mularoni eingespielt und im November über Pavement Music veröffentlicht.

## Stil
Luxi Lahtinen von voicesfromthedarkside.de ordnete die Band in seiner Rezension zu Katarsis dem Death- und Thrash-Metal zu. Die Musik klinge aggressiv und man könne hören, dass es sich bei den Mitgliedern um talentierte und professionelle Musiker handele, die viel Zeit in das Album investiert hätten. Die Songs würden dem Hörer viel abverlangen, wobei die Gruppe modernen und technisch anspruchsvollen Thrash Metal mit Death-Metal-Growls verbinde. Der Gesang erinnerte ihn zudem an Chuck Billy auf Testaments Demonic. Daneben verarbeite die Band Einflüsse von moderneren Metal-Bands wie Lamb of God oder Machine Head. Jakob von metal.de rezensierte System Subversion und bezeichnete die Gruppe als eine Mischung aus Testament und Lamb of God, also aus Thrash- und Groove-Metal. Die Riffs seien oft schnell, die Songs groovend und die Band mache Gebrauch von Breakdowns.

## Diskografie
- 1999: Cost of Life (Demo, Eigenveröffentlichung)
- 2004: Recursive (Album, Greyman Records)
- 2006: The Worst Within (Album, Eigenveröffentlichung)
- 2009: Katarsis (Album, Punishment 18 Records)
- 2014: System Subversion (Album, Pavement Music)
- 2018: The Ventriloquist (Album, Massacre Records)
- 2023: Human Deception (Album, Eigenveröffentlichung)